# Planétarium de Bruxelles
 (juin 2025).
Si vous disposez d'ouvrages ou d'articles de référence ou si vous connaissez des sites web de qualité traitant du thème abordé ici, merci de compléter l'article en donnant les références utiles à sa vérifiabilité et en les liant à la section « Notes et références ».
Le planétarium de Bruxelles (en néerlandais : Planetarium van Brussel) est un établissement scientifique fédéral belge faisant partie de l'Observatoire royal de Belgique. Il a été créé en 1935 sous le nom d'Alberteum.

## Historique
Le planétarium de Bruxelles, appelé originellement Alberteum, fut construit pour l'exposition universelle de 1935 comme une partie du pavillon de la science. Le but poursuivi était de vulgariser une grande idée du roi Albert Ier (d'où le nom d'Alberteum): la collaboration intime des industries et de la science.
L'Alberteum comportait des salles de conférence, de cinéma, d'exposition, des studios de radiodiffusion et d'enregistrement, un restaurant et un planétarium, bâtiment dominé par un dôme de 23 mètres de diamètre, pouvant accueillir jusqu'à 350 personnes et abritant un planétaire construit à Iéna (modèle Mark II).
Exploité jusqu'en 1939, au début de la guerre, le planétarium connut une deuxième inauguration en 1954, avant de fermer ses portes en 1966 à la suite de la dégradation inquiétante du bâtiment.
La ville de Bruxelles prit la décision, fin 1968, de démolir l'ensemble de l'Alberteum et de reconstruire sur les mêmes lieux un nouveau planétarium. Il sera achevé en 1974 et inauguré en 1976.
Le 21 octobre 2009, l'ancien planétaire Zeiss fut mis à la retraite et remplacé par un système de projection numérique dernier cri. Celui-ci était constitué de 8 projecteurs vidéo et d'un programme de simulation de l'univers contenant une base de donnée répertoriant plus de 100000 astres.
Le 1er avril 2021, le système numérique fut mis à jour pour un modèle plus récent. Ainsi, les videoprojecteurs utilisent désormais la technologie laser. La qualité des films peut monter jusqu'à du 8K grâce à cet investissement.
Aujourd'hui, le planétarium dépend de l'Observatoire royal de Belgique et se veut la vitrine des trois instituts fédéraux scientifiques du Pôle Espace réunis sur le plateau d'Uccle, à savoir l'Observatoire royal, l'Institut royal météorologique et l'Institut d'aéronomie spatiale.

## Sensibilisation
Le planétarium de Bruxelles possède un planétarium mobile qui peut être mis à disposition des écoles gratuitement. Il s'agit d'une structure gonflable.

## Arts et culture
Des conférences sont régulièrement organisées au planétarium de Bruxelles et ce sur différents thèmes : physique, mathématiques, astronomie, etc.
Depuis 2014, le planétarium organise chaque année le Brussels Planetarium Poetry Fest, où dix poètes bruxellois, belges ou internationux viennent présenter leurs travaux sous la coupole.
Le 21 janvier 2016, San Damon a été le premier artiste plasticien à avoir présenté en première mondiale une expo-projection dans un planétarium. Celle-ci consistait à projeter dans le dôme du planétarium de Bruxelles 178 de ses œuvres photographiques Oniroscopistes sur le thème de New York.
Il a composé également une Symphorapsodie Oniroscopiste en quinze mouvements en adéquation avec les photos présentées ce soir-là.

## Accès
Le site est desservi par la ligne 6 du métro de Bruxelles à la station Houba-Brugmann, par les lignes 9, 51 et 93 à l'arrêt Stade et la ligne 83 des autobus de Bruxelles à l'arrêt Heysel.
En train, depuis les gares de Bruxelles-Midi ou Bockstael, puis métro ligne 6.